# Heckington
Heckington is een civil parish in het bestuurlijke gebied North Kesteven, in het Engelse graafschap Lincolnshire met 3353 inwoners.

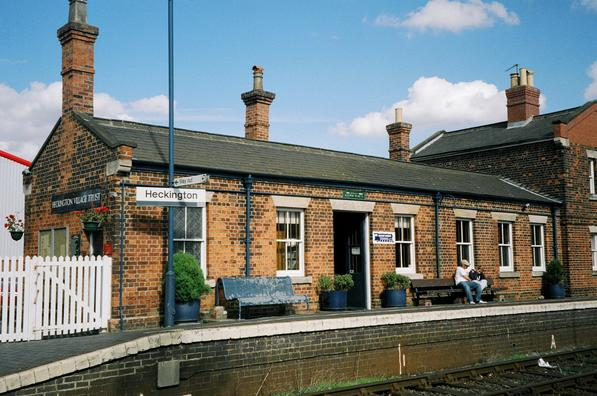
Huizen in Heckington
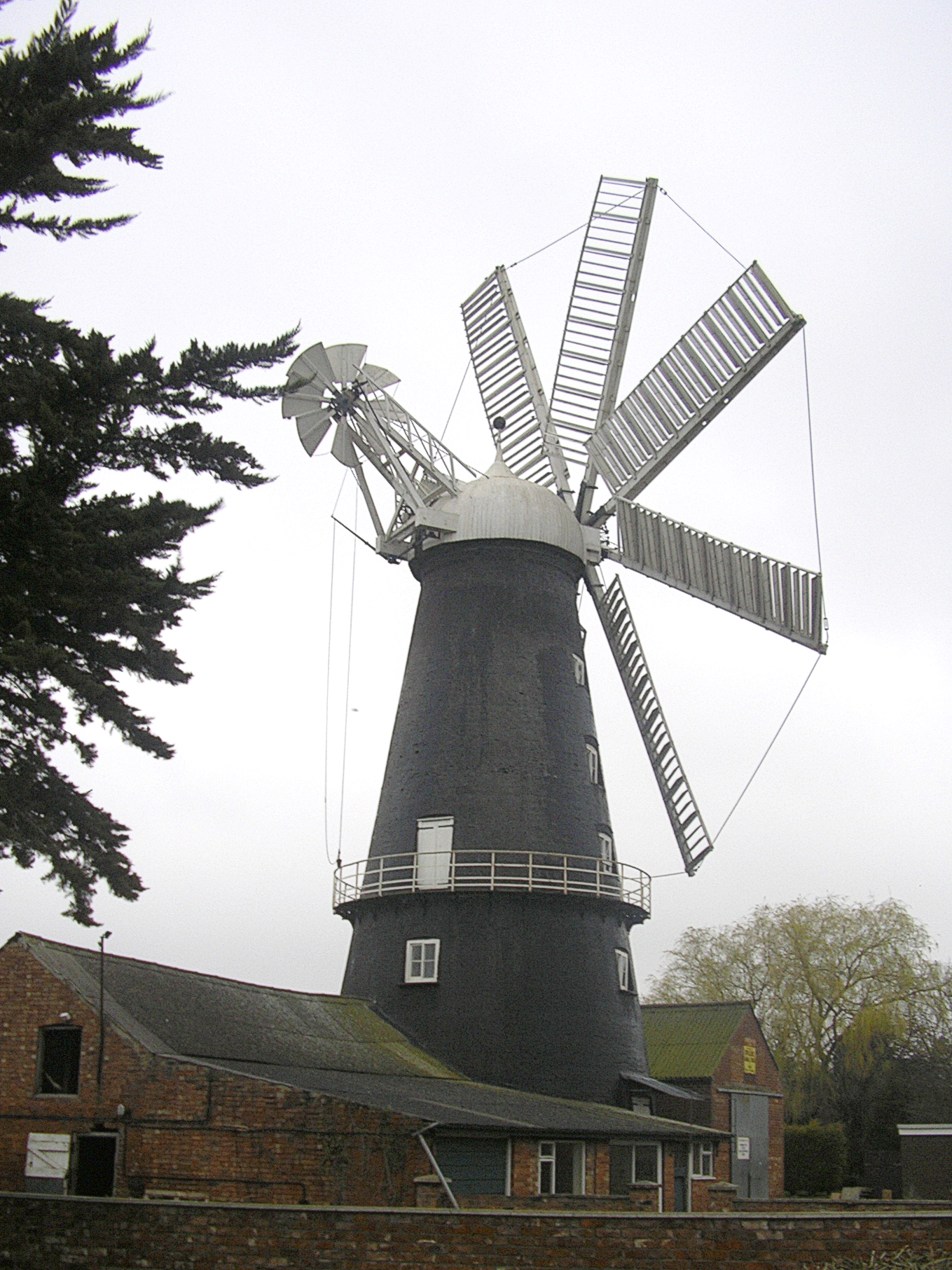
Windmolen van Heckington
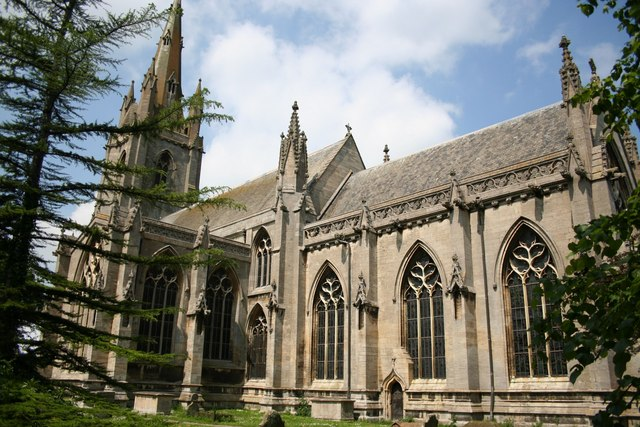
Kerk van St Andrew
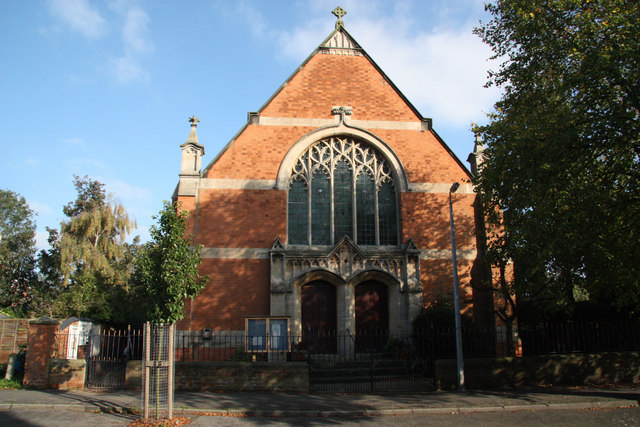
Methodistenkapel